# Явор (футбольний клуб)
Футбольний клуб Хабіт фарм Явор Іваніца або просто Явор (Іваніца) (серб. Фудбалски клуб Хабит фарм Јавор Ивањица) — професійний сербський футбольний клуб з міста Іваніца. Один з найстаріших футбольних клубів Сербії.

## Історія
Футбольний клуб Явор (Іваніца) було засновано у 1912 році, коли студент Мілан Радоєвич привіз у місто перший футбольний м'яч. У місті знайшлася достатня кількість хлопців, які дізналися про нову гру. Вже через 10 днів виникла футбольна команда, яка отримала назву «Явор». 
Після лише кількох тренувань, ознайомлення з правилами гри, розмітки футбольного поля все було готово для проведення першого футбольного матчу перед глядачами. Між собою зіграли «Плаві» та «Црвені», матч завершився з нічийним рахунком 1:1.
Через війну та невелику кількість футбольних клубів у країні до завершення Другої світової війни в країні не проводилося жодних регулярних чемпіонатів та турнірів, але проводилися різноманітні товариські матчі. Після завершення Другої світової війни «Явір», як й інші футбольні клуби країни, переживав злети та падіння. Команда виступала то у вищих, то у нижчих дивізіонах, але протягом усього періоду виступів не припиняла свого існування.
Перший великий успіх був досягнутий в період між 1958 і 1962 роками, коли клуб вперше змагалися у Другій лізі Югославії, в цей час в команді виступало перше покоління відомих гравців: Лукович, Ранджич, Шарчевич, Джоко Джуріч, Бєлогрлич, Нешанович, Чукавац, Жельйо Лукович. Президентом клубу був Стево Ювічевич, а тренером Славенко Кузелєвич. В цей період у складі клубу виступали й інші відомі футболісти: Татович, Чурчич, Віторович, Мілошевич, Мілекич, Стефанович, Дробнякович, Сретенович та Лангура.
Проте, найбільшим успіхом в історії клубу був в сезоні 2001-02 років, коли клуб досяг вийшов до першої ліги ФР Югославії, ця подія збіглася з 90-річним ювілеєм з дня заснування клубу. Президент клубу Душко Секулич та три його заступники Драган Лазович, Дарко Йованович і Слободан Башевич були тими людьми, які зробили найбільший внесок у цей успіх клубу. Багато гравців також зробили свій внесок у  цей успіх, в тому числі: Чурчич, Мілович, Петакович, Борович, Джокович, Лішанин, Гасич, Радославлєвич, Євджович, Петрович та Бонджулич. 
У сезоні 2004-05 років, клуб виграв плей-оф до вищої ліги, яка в той час мала назву Суперліга Сербії і Чорногорії. Спортивним директором був Радован Чурчич, який в той час обіймав посаду тренера, домігся такого ж успіху з клубом, коли він був ще гравцем. Клуб мав кілька прекрасних гравців: Бонджулич, Лішанин, Шимич, Богданович, Жуніч, Васич, Нікітович, Петакович, Рамич, Радославлєвич, Одіта, Тамван'єра. Також великий внесок за останні десять років зробили спортивний директор Томіслав Савич та голова адміністративного, технічного та організаційного відділів Зоран Рістич.
Після чергового вильоту до Першої ліги, клуб, однак, повернувся до Суперліги Сербії після перемоги в Першій лізі Сербії в сезоні 2007-08 років, цього разу встановивши унікальний рекорд, протягом сезону не зазнав жодної поразки (34 матчі).
У сезоні 2013-14 років, після декількох років гри у Суперлізі Сербії, Явор вилетів до Першої ліги Сербії після завершення сезону 2013-14 років на 15-му місці у Суперлізі Сербії. Однак, як це мало місце раніше, коли Явор вилітав до Першої ліги, вони швидко повернулися. Цього разу, вони завершили на другому місці Першу лігу Сербії в сезоні 2014-15 років, отримавши право у сезоні 2015-16 років виступати у Суперлізі Сербії. У сезоні 2015-16 рр, після шести турів чемпіонату, Явор несподівано очолив таблицю ліги з 15-ма набраними очками.

## Досягнення
- Друга ліга чемпіонату Сербії та Чорногорії / Перша ліга чемпіонату Сербії (другий рівень)
  -  Чемпіон (2): 2001–02, 2007–08

- Кубок Сербії:
  -  Фіналіст (1): 2015–16

## Склад команди

### Перша команда
Станом на 7 травня 2016
| №  | Поз. | Нац.       | Гравець                         |
| -- | ---- | ---------- | ------------------------------- |
| 1  | ВР   | Сербія     | Владан Догатович (3-ій капітан) |
| 3  | ЗХ   | Сербія     | Іван Йосович                    |
| 4  | ПЗ   | Сербія     | Младен Мічанович                |
| 5  | ПЗ   | Сербія     | Марко Дочич                     |
| 6  | ПЗ   | Нігерія    | Ннаемека Аюру                   |
| 7  | ПЗ   | Бразилія   | Еліомар Коррея Сільва           |
| 8  | ПЗ   | Росія      | Максим Мартусевич               |
| 9  | НП   | Сербія     | Стефан Дражич                   |
| 10 | ПЗ   | Сербія     | Ігор Стоякович (віце-капітан)   |
| 11 | ПЗ   | Узбекистан | Хусниддін Гафуров               |
| 12 | ВР   | Сербія     | Мілош Іванович                  |
| 13 | ПЗ   | Сербія     | Неманья Живкович                |
| 14 | ЗХ   | Сербія     | Марко Колакович                 |
| 15 | ЗХ   | Сербія     | Джордже Чрномаркович            |

| №  | Поз. | Нац.               | Гравець                   |
| -- | ---- | ------------------ | ------------------------- |
| 17 | ЗХ   | Сербія             | Неманья Мілетич           |
| 18 | НП   | Сербія             | Нікола Вужович            |
| 19 | ПЗ   | Сербія             | Йован Джокич              |
| 20 | ЗХ   | Сербія             | Мілован Мілович (капітан) |
| 21 | ПЗ   | Сербія             | Зоран Швоня               |
| 22 | НП   | Сербія             | Александар Дімітрич       |
| 23 | ВР   | Сербія             | Петар Глінтич             |
| 24 | ЗХ   | Північна Македонія | Алекса Аманович           |
| 25 | ЗХ   | Сербія             | Нікола Бєланович          |
| 26 | ЗХ   | Сербія             | Марко Гажич               |
| 30 |      | Сербія             | Мірослав Марічич          |
| 31 | НП   | Сербія             | Андрія Раткович           |
| 32 | НП   | Нігерія            | Обінна Точукву            |
| 33 | НП   | Сербія             | Марко Жечевич             |

### Інші
| № | Поз. | Нац.     | Гравець         |
| - | ---- | -------- | --------------- |
| — | ПЗ   | Бразилія | Феліпе Феррейра |
| — | ПЗ   | Сербія   | Нікола Васілич  |

| № | Поз. | Нац.   | Гравець        |
| - | ---- | ------ | -------------- |
| — | ПЗ   | Сербія | Садін Смажович |
| — | НП   | Сербія | Вужика Лукович |

### В оренді
| № | Поз. | Нац.    | Гравець                                   |
| - | ---- | ------- | ----------------------------------------- |
| — | ПЗ   | Нігерія | Самсон Обагбеміро (в Іскра (Даниловград)) |
| — | ПЗ   | Сербія  | Філіп Лакічевич (в Слога Пожега)          |
| — | НП   | Сербія  | Деян Савков (в Слога Пожега)              |

## Відомі гравці
'Щоб потрапити до цього списку, гравець повинен відповідати хоча б одному з вказаних нижче критеріїв:' 
- Зіграв щонайменше 80 матчів у складі клубу.
- Встановити рекорд клубу або виграв індивідуальну нагороду в той час, як перебував у клубі.
- Зіграв принаймні один міжнародний матч за основний склад національної збірної.

| - Горан Драгович - Неманья Супич - Еліомар Коррея Сільва - Славен Борович - Александар Софранац - Малесія Войвода - Нікола Вуядінович - Іфеаньї Ігбодо - Обіора Одіта - Іфеаньї Оньїло - Філіп Арсенієвич - Александар Богданович - Радован Чурчич |  | - Іван Цветкович - Срджан Гашич - Нікола Ігнатьєвич - Іван Єшич - Вукоман Йолович - Владимир Ковачевич - Благоє Кривокуча - Петар Кривокуча - Срболюб Кривокуча - Нікола Лішанин - Раде Мойович - Марко Момчилович - Мілян Мутавджич |  | - Александар Петакович - Михайло П'янович - Мілош Радакович - Зоран Радославлєвич - Нікола Сімич - Мілош Трифунович - Радожика Васич - Раде Вельжович - Мирослав Вулічевич - Драгіша Жунич - Бессінг Макуніке - Майк Темваньєра - Леонард Ципа |